# Paragnetina
Paragnetina és un gènere d'insectes plecòpters pertanyent a la família dels pèrlids.

## Descripció
- Segons les espècies, la coloració dels adults pot variar entre el groc clar i el negre, i les ales entre clares i negres amb la nervadura entre marró i negra.
- Les femelles presenten, en general, la placa subgenital subtriangular, amb la vagina membranosa i l'espermateca amb forma de salsitxa i amb unes poques glàndules accessòries.
- L'ou és ovalat i amb orificis sèssils.
- La larva pot ésser de color marró a marró fosc amb un patró distintiu característic o sense i amb el pronot completament envoltat lateralment amb espines gruixudes.[3]

## Hàbitat
En els seus estadis immadurs són aquàtics i viuen a l'aigua dolça, mentre que com a adults són terrestres i voladors.

## Distribució geogràfica
Es troba a Àsia (el Caucas, l'Àsia central, l'Extrem Orient Rus, l'Àsia Sud-oriental, la Xina, el Japó i Taiwan) i Nord-amèrica (incloent-hi Mèxic).

## Taxonomia
- Paragnetina acutistyla (Wu, C.F., 1973)
- Paragnetina chinensis (Klapálek, 1912)
- Paragnetina esquiroli (Navàs, 1926)
- Paragnetina excavata (Klapálek, 1921)
- Paragnetina flavotincta (McLachlan, 1872)
- Paragnetina fumosa (Banks, 1902)
- Paragnetina hummelina (Navàs, 1936)
- Paragnetina ichusa (Stark & Szczytko, 1981)
- Paragnetina immarginata (Say, 1823)
- Paragnetina indentata (Wu, C.F. & Claassen, 1934)
- Paragnetina insignis (Banks, 1939)
- Paragnetina japonica (Okamoto, 1912)
- Paragnetina kansensis (Banks, 1905)
- Paragnetina lacrimosa (Klapálek, 1921)
- Paragnetina ledoensis (Stark & Szczytko, 1981)
- Paragnetina media (Walker, 1852)
- Paragnetina minor (Klapálek, 1913)
- Paragnetina neimongolica (Yang, D. & C. Yang, 1996)
- Paragnetina ochrocephala (Klapálek, 1921)
- Paragnetina pieli (Navàs, 1933)
- Paragnetina planidorsa (Klapálek, 1913)
- Paragnetina schenklingi (Klapálek, 1921)
- Paragnetina spinulifera (Zhiltzova, 1967)
- Paragnetina suzukii (Okamoto, 1912)
- Paragnetina tinctipennis (McLachlan, 1875)
- Paragnetina transoxanica (Klapálek, 1921)
- Paragnetina transversa (Wu, C.F., 1962)[10][11][12][13][14][15]